# Нериты
Нериты, или раковины-лунки, или лунки (лат. Neritidae) — семейство морских и пресноводных брюхоногих моллюсков отряда Cycloneritida, имеющих жабры и отличительные крышечки — оперкулум.

## Внешний вид
У видов с плоской раковиной последняя имеет лишь несколько оборотов. Устье раковины у большинства видов закрывается оперкулумом. Чаще всего раковина имеет вытянутую форму, стенки её толстые. Вследствие этого улитки адаптировались к жизни в проточной воде с турбулентным течением.
Тело обычно короткое, передний конец туловища широкий. Щупальца тонкие и заострённые.
Практически все представители однополые.

## Образ жизни. Места обитания
В основном нериты живут в областях приливов или в быстрых реках. Улитки предпочитают сидеть на твёрдых субстратах. Питаются водорослями и губками. Сильная радула этих моллюсков способна ломать даже твёрдые оболочки диатомовых водорослей.
В Центральной и Северной Европе обитают представители только одного рода в составе четырёх видов. В Южной Европе встречается гораздо больше нерит.

## Классификация
Систематика семейства, в том числе пресноводных видов, не определена полностью. По текущим предварительным оценкам, семейство включает 175 видов. Во многих случаях отдельные виды трудно отличить друг от друга. Может быть выделено до 30 родов и подродов. Семейства Septariidae Golicov et Starobogatov, 1975 и Protoneritidae Kittl, 1899 — синонимы данного семейства.
Ниже приведён список наиболее важных родов и подродов:

### подсемействоNeritinaeRafinesque, 1815

#### трибаNeritiniRafinesque, 1815
- род Bathynerita
- род Nerita Linnaeus, 1758
  - подрод Nerita (Adenerita) H. Dekker, 2000
  - подрод Nerita (Amphinerita)
  - подрод Nerita (Cymostyla) Martens in Löbbecke et Kobelt, 1887
  - подрод Nerita (Heminerita)
  - подрод Nerita (Ilynerita) Martens in Löbbecke et Kobelt, 1887
  - подрод Nerita (Linnerita) G.J. Vermeij, 1984
  - подрод Nerita (Melanerita) Martens, 1889
  - подрод Nerita (Mienerita) H. Dekker, 2000
  - подрод Nerita (Nerita)
  - подрод Nerita (Ritena) J.E. Gray, 1858
  - подрод Nerita (Theliostyla) Mörch, 1852
- род Neritina Lamarck, 1816
  - подрод Neritina (Dostia) J.E. Gray, 1847
  - подрод Neritina (Neritina) Lamarck, 1816
  - подрод Neritina (Vittina)
- род Turrita
- род Vitta

#### трибаTheodoxiniK. Bandel, 2001
- род Clithon
- род Clypeolum Récluz, 1842
- род Fluvinerita
- род Neripteron Lesson, 1830
- род Neritodryas
- род Puperita
- род Septaria
- род Theodoxus Montfort, 1810

### подсемействоSmaragdiinae
- род Gaillardotia
- род Magadis
- род Pisulina
- род Smaragdella
- род Smaragdia A. Issel, 1869
- род Smaragoista